# Circasia
Circasia ist eine Gemeinde (municipio) im Departamento Quindío in der kolumbianischen Kaffeeanbauregion (eje cafetero).

## Geographie
Circasia liegt auf einer Höhe von ungefähr 1772 m ü. NN 12 km nördlich von Armenia und hat eine Jahresdurchschnittstemperatur von 18 °C. Circasia grenzt im Norden an Filandia, im Süden an Armenia, im Westen an Montenegro und an Quimbaya und im Osten an Salento.

## Bevölkerung
Die Gemeinde Circasia hat 29.802 Einwohner, von denen 22.621 im städtischen Teil (cabecera municipal) der Gemeinde leben (Stand: 2022).

## Geschichte
Die Region wurde ab dem 19. Jahrhundert von Antioquia aus besiedelt. Circasia wurde 1884 gegründet und erhielt 1906 den Status einer Gemeinde.

## Wirtschaft
Der wichtigste Wirtschaftszweig von Circasia ist die Landwirtschaft, insbesondere der Kaffeeanbau.